# Перипъл на Еритрейското море
„Перипъл на Еритрейското море“ (на гръцки: Περίπλους τῆς Ἐρυθράς Θαλάσσης; на латински: Periplus Maris Erythraei) е гръцки перипъл (географски ръкопис), описващ мореплаването и възможностите за търговия от пристанища в Римски Египет, например Береника, по брега на Червено море или Североизточна Африка и Индия. Текстът е отнесен към I до III век сл. Хр., като най-често като период на написването му се приема средата на I век. Въпреки че авторът е неизвестен, той със сигурност е написан от някой, запознат от първа ръка с описаните места, защото представя изключително точни данни за земите около бреговете на Индийския океан.
Въпреки че „Еритрейско море“ (Ἐρυθρά Θάλασσα) буквално означава „Червено море“, за гърците то обхваща също така Индийския океан и Персийския залив.